# Defektološka fakulteta v Beogradu
Defektološka fakulteta (izvirno srbsko Дефектолошки факултет у Београду), s sedežem v Beogradu, je fakulteta, ki je članica Univerze v Beogradu.